# Seminoles de Florida State (football américain)
Stade
Maillots
Champion 1993, 1999, 2013
Le programme de football américain des Seminoles de Florida State représente l'Université d'État de Floride, situé à Tallahassee, en Floride. Les Seminoles de Florida State concourent dans la NCAA Division I Football Bowl Subdivision (FBS) de la National Collegiate Athletic Association (NCAA) et dans l'Atlantic Coast Conference (ACC). L'équipe est connue pour son histoire, son casque distinctif, sa chanson et ses couleurs de combat ainsi que pour les nombreuses traditions associées à l'école. 
Florida State a remporté trois championnats nationaux, 18 titres de conférence et six titres de division et a fait une apparition en séries éliminatoires. L'équipe de 1999 a reçu des votes de la chaine de télévision ESPN l'élisant comme l'une des meilleures équipes de l'histoire du football universitaire. 
L'équipe a produit trois vainqueurs du trophée Heisman : Charlie Ward en 1993, Chris Weinke en 2000 et Jameis Winston en 2013. Le Prix Biletnikoff, décerné chaque année au meilleur receveur du football universitaire, porte le nom du célèbre Fred State Biletnikoff. Les autres prix remportés par les joueurs de l'État de Floride comprennent le Walter Camp Award, le Maxwell Award, le Davey O'Brien Award, le Lombardi Award, le Dick Butkus Award, le Johnny Unitas Golden Arm Award, le Lou Groza Award, le Dave Rimington Trophy et le prix Bobby Bowden. Les entraîneurs de l'État de Floride ont été honorés par le prix de l'entraîneur de l'année Bobby Dodd, le prix de l'entraîneur de l'année Walter Camp, le prix de l'entraîneur de l'année Home Depot, le prix Broyles et le prix Paul « Bear » Bryant. Beaucoup d'anciens Séminoles ont continué leur carrière dans la NFL. 
Les Seminoles comptent six membres intronisés au Temple de la renommée du football collégial, trois membres intronisés au Temple de la renommée des entraîneurs de football collégial ainsi que quatre membres intronisés au Temple de la renommée du football professionnel. 

## Rivalités

### Gators de la Floride

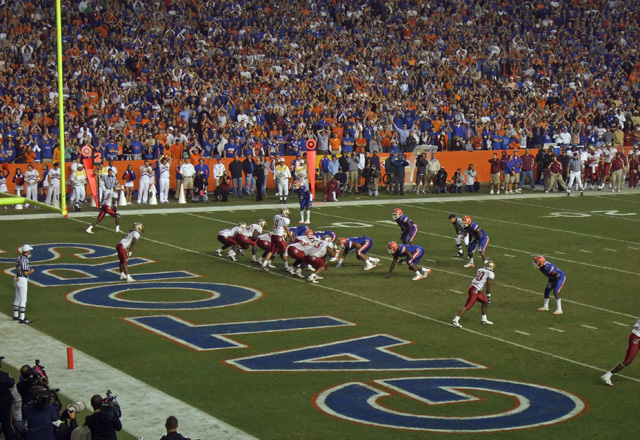
Le match Floride-Florida State en 2007.

L'université de Floride et le Florida State College For Women sont devenus mixtes en 1947. La nouvelle équipe de football américain des Seminoles de Florida State commence à jouer contres de petites universités pour rejoindre progressivement l'élite universitaire en 1955. Presque immédiatement, les fans des deux équipes demandent pour que les deux plus grandes universités de Floride puissent se rencontrer chaque saison. Contrairement à la croyance populaire, l'État de Floride n'a pas accepté que les deux universités s'affrontent chaque saison, le Sénat de Floride refusant le projet de loi qui lui est présenté. Cependant, Thomas LeRoy Collins, gouverneur de Floride, entérine un accord entre les deux universités pour qu'une série annuelle puisse débuter en 1958. Le stade de Florida State étant plus petit, les six premiers matchs de rivalité sont disputés au Florida Field. Depuis 1964 et l'agrandissement du Doak Campbell Stadium de Tallahassee, les matchs se jouent en alternance sur les deux campus.
Les deux équipes se sont rencontrées à treize reprises alors qu'elles étaient classées dans le Top 10 des classements officiels du pays comme lors du Sugar Bowl 1997 remporté 52 à 20 par Florida lui permettant d'obtenir le titre de champion de la saison 1996.
La Floride a dominé le début de la série, enregistrant 16 victoires, 2 défaites et un nul jusqu'en 1976. Les deux équipes ont connu ensuite des séries de victoires consécutives. Lors des quatre dernières décennies, les victoires sont quasiment partagées.
Fin de saison 2023, Florida mène la série avec 37 victoires pour 28 à Florida State et 2 nul.